# Jens Lellek
Jens Lellek (* 31. Januar 1968) ist ein ehemaliger deutscher Fußballspieler und heutiger Amateurtrainer.

## Werdegang

### Spieler
Lellek begann in der Jugend von Werder Bremen und durchlief dort bis 1986 die Jugendmannschaften bis zur U19. 1986 bekam er einen ersten Vertrag für die zweite Mannschaft des Vereins. Für die Mannschaft spielte er bis 1999 regelmäßig in der Fußball-Oberliga und später der Fußball-Regionalliga. Am 29. März 1997 gab er sein Debüt für die 1. Mannschaft des Vereins, nachdem er in den Vorjahren bereits mehrfach ohne Einsatz im Kader stand. Das Spiel gegen den FC Bayern München verlor die Mannschaft mit 0:1. In seinem zweiten und letzten Einsatz für die Profis gegen Bayer Leverkusen sah Lellek bereits nach 31 Minuten die Rote Karte. 1999 wechselte Lellek ablösefrei zum FC Oberneuland, wo er 2002 nach 39 Ligaspielen mit einem Tor seine aktive Fußballerlaufbahn beendete.

### Trainer
Nach seiner aktiven Karriere begann Lellek mit der Ausbildung zum Fußballtrainer und spielte noch aktiv als Amateur beim VfR Seebergen-Rautendorf in der Kreisklasse. Zudem betreute er bis 2012 die U-13- und U-14-Junioren der JSG Wörpe, bevor er zur Saison 2012/13 die U17 vom TSV Worphausen übernahm. 2013 übernahm Lellek das Traineramt beim Kreisligisten TSV Dannenberg. Nach drei Jahren und mittleren Platzierungen in der Tabelle wurde sein Vertrag nach dem Ende der Saison 2015/16 aufgelöst und Lellek verließ den Verein. Zu Beginn der Saison 2016/17 übernahm er den TSV Fischerhude-Quelkhorn in der Kreisliga Verden.

## Privates
Lelleks Bruder Dirk Lellek war ebenfalls als Fußballprofi und Trainer aktiv.